# Аль-Азіз Біллах
Абу-Мансур Нізар аль-Азіз Біллах (*10 травня 955 —14 жовтня 996) — фатімідський халіф у 975—996 роках.

## Життєпис
Походив з династії Фатімідів. Син халіфа Аль-Муїзза. Стосовно місця народження відсутні достеменні відомості. У 973 році разом з батьком перебирається до Каїра. У 975 році після смерті аль-Муїзза успадкував владу. Із самого початку залучив до свого адміністративного апарату значну кількість християн й юдеїв, що викликало невдоволення мусульман. Тому халіф намагався в цьому питанні знайти компроміс.
У зовнішній політиці від самого початку зіткнувся з нападом карматів та тюрків на чолі з Хафтагіном. Аль-Азіз спрямував проти них військо на чолі зі Джаухаром ас-Сікіллі. Той взяв в облогу Дамаск, але не зміг його відразу здобути. У 978 році на допомогу своєму військовику прийшов сам аль-Азіз. У новій битві Хафтагін і кармати були розбиті, а Південна Сирія повернулася під владу халіфату. Тоді ж зверхність аль-Азіза визнали жителі священних аравійських міст Мекки і Медіни.
У ті ж роки проявилися перші симптоми слабкості центральної влади. Для поповнення армії аль-Азізу довелося залучити до її лав велику кількість тюрків. Ті незабаром почали ворогувати з берберами. Цьому сприяла, крім усього іншого, і різниця у віросповіданні: бербери були здебільшого шиїтами, а тюрки — сунітами. У 983 році між двома цими основними частинами армії аль-Азіза почалися постійні зіткнення. Того ж року завдано рішучої поразки бедуїнам племені Тайї у Палестині.
Водночас з 982 року аль-Азіз підтримував Кальбітів, своїх васалів на Сицилії, для нападу на Південну Італію. Водночас розпочато наступ на Північну Сирію, яку контролювала династія Хамданідів. Це спричинило до посилення конфлікту з Візантійською імперією. Війна тривала до самої смерті аль-Азіза.
Підтримка науки та освіти з боку аль-Азіза вилилася у заснування 988 року богословської школи в Каїрі — Аль-Азгар, фундатором якої став візир Якуб ібн Кілліс. Поруч було зведено будівлю бібліотеки, де зберігалося майже 200 тис. книг.
Аль-Азіз помер в Каїрі у 996 році. Владу успадкував його малолітній син Аль-Хакім.